# 滇东南冷水花
滇东南冷水花（学名：Pilea paniculigera）是荨麻科冷水花属的植物，是中国的特有植物。分布于中国大陆的云南等地，生长于海拔1,200米至1,600米的地区，一般生于石灰岩山坡混交林下以及溪边阴湿处，目前尚未由人工引种栽培。